# Domingoa
Domingoa é um género botânico pertencente à família das orquídeas (Orchidaceae).

## Lista de espécies
1. Domingoa gemma  (Rchb.f.) Van den Berg & Soto Arenas (2007)
2. Domingoa haematochila  (Rchb.f.) Carabia (1943) - Espécie tipo
3. Domingoa nodosa  (Cogn.) Schltr. in I.Urban (1913)
4. Domingoa purpurea  (Lindl.) Van den Berg & Soto Arenas (2007)